# اللامنتهي (قصيدة)
قصيدة اللاّمنتهي (بالإيطالية: L'infinito)‏، للكاتب الايطالي جياكومو ليوباردي. كتب الشاعر ليوباردي هذه القصيدة في عز شبابه في مسقط رأسه، مدينة ريكاناتي ( إيطاليا)، و ذلك على الأرجح بين فصلي الربيع و الخريف من سنة 1819 ونشرت القصيدة لأول مرة في 1825-1826  في مجلة "نوفو ريكوجليتور". عاش ليوباردي في شبابه حياة منعزلة في مكتبة والده حيث انشغف بقراءة المؤلفات بينما كان يتمنى دائمًا أن يخلصه الموت.

## الشكل
تتكون القصيدة من خمسة عشر بيتا مكونين من أحد عشرمقطعًا، تتخللها العديد من المقاطع. هيكلها المعقد قريب من التأليف الموسيقي.

## الأجيال القادمة
منحت هذه القصيدة عنوانها للمجلة والمجموعة  "الا منتهي" التي أسسها فيليب سوليرز عام 1983 لدى غاليمار .

## الملاحظات والمراجع
1. 1 2 3  مذكور في: استنادات المكتبة الوطنية الفرنسية. مُعرِّف المكتبة الوطنية الفرنسية (BnF): 13568980k. الوصول: 17 أبريل 2016. المُؤَلِّف: المكتبة الوطنية الفرنسية. لغة العمل أو لغة الاسم: الفرنسية.
2. ↑  Data BNF - Giacomo Leopardi, L’inifini نسخة محفوظة 2022-10-09 على موقع واي باك مشين.
3. ↑  (بالإيطالية) « Una rilettura dell Infinito », sur nuoviargomenti.net. نسخة محفوظة 2023-04-05 على موقع واي باك مشين.
4. ↑   بي دي إف Antonella Santacroce. "La visio mentis dans L'infinito de Leopardi" (PDF). chroniquesitaliennes.univ-paris3.fr. مؤرشف من الأصل (PDF) في 2023-03-28. اطلع عليه بتاريخ 12 avril 2013. {{استشهاد ويب}}: تحقق من التاريخ في: |تاريخ الوصول= (مساعدة).